# Nom de dharma
 (janvier 2021).
Le nom de dharma ou nom bouddhiste est le nouveau nom que l'on reçoit au cours d'une cérémonie d'initiation dans le bouddhisme mahāyāna ou au cours d'une ordination en tant que moine dans le bouddhisme theravāda. Traditionnellement, ce nom est donné par un membre d'un ordre monastique bouddhiste à des moines, des nonnes et des laïcs nouvellement ordonnés.

## Principe
Si le novice n'entretient pas de rapports avec l'enseignant monastique et que la cérémonie est publique et suivie par des fidèles, le nouveau nom tendra à refléter la lignée ou tradition plutôt que la personne en particulier. Quand le nom est donné par un moine qui connaît le novice, le nom est souvent fabriqué sur mesure.
Le nom de dharma est généralement pris dans la langue de la communauté (sangha) dans laquelle il est conféré. 

## Pratiques régionales

### Birmanie, Vietnam et Chine (Tibet)
Les membres de la tradition karma-kagyu du bouddhisme tibétain reçoivent souvent le nom de Karma.
Dans le bouddhisme birman, le nom de dharma (bwe) est en pali et choisi par l'abbé du monastère où a lieu l'ordination. Pour choisir le nom, on emploie le mode de désignation birman traditionnel, où le jour de naissance du moine détermine la première lettre du nom.
En Chine, les personnes ordonnées moines ou nonnes adoptent le nom de « Shi » (釋) comme dans Shijiamouni (釋迦牟尼), translittération en chinois de Shakyamuni. Le Vietnam suit également cette tradition, moines et nonnes remplaçant leur nom de famille par « Thich » comme dans Thích Ca Mâu Ni, le nom sino-vietnamien correspondant à Shakyamuni.
Par ailleurs, dans la tradition chinoise du bouddhisme mahāyāna, le nom de dharma reçu lors de l'ordination peut refléter la lignée transmise du maître au disciple, d'où l'existence de plusieurs noms de dharma : un premier nom utilisé en public, un deuxième nom reflétant la lignée transmise, et éventuellement un troisième nom.
Toujours en Chine, dans le monastère Shaolin, chaque génération de moines adopte à son tour pour première partie du nom qu'elle reçoit un poème de 70 caractères écrit par Xueting Fuyu (en). Par exemple, le 32e caractère du poème étant « Xing » (行), tous les moines et disciples du Temple de Shaolin de la 32e génération portent le nom de Shi Xing.

### Le Japon et les noms des défunts
Au Japon, en dehors de l'usage normal de noms de dharma pour les moines comme pour les laïcs, les défunts reçoivent traditionnellement un nom de dharma (戒名, kaimyō, littéralement « nom de précepte ») écrit en caractères kanji par le prêtre. Ce nom bouddhiste posthume est censé prévenir le retour des défunts lorsqu'on les invoque. La longueur du nom dépend soit de la vertu dont la personne a fait preuve dans sa vie, soit, plus couramment, de l'importance des dons au temple faits par sa famille. L'éventail de noms va du plus courant au plus sophistiqué pouvant coûter un million de yen ou davantage. Les prix élevés pratiqués par les temples sont très controversés au Japon, certains temples faisant même pression sur les familles pour qu'elles achètent un nom plus onéreux. Les caractères kanji utilisés pour ces kaimyō sont généralement très anciens et rares, si bien que peu de gens aujourd'hui (hormis les Chinois) savent les lire.